# Katinka Hosszú

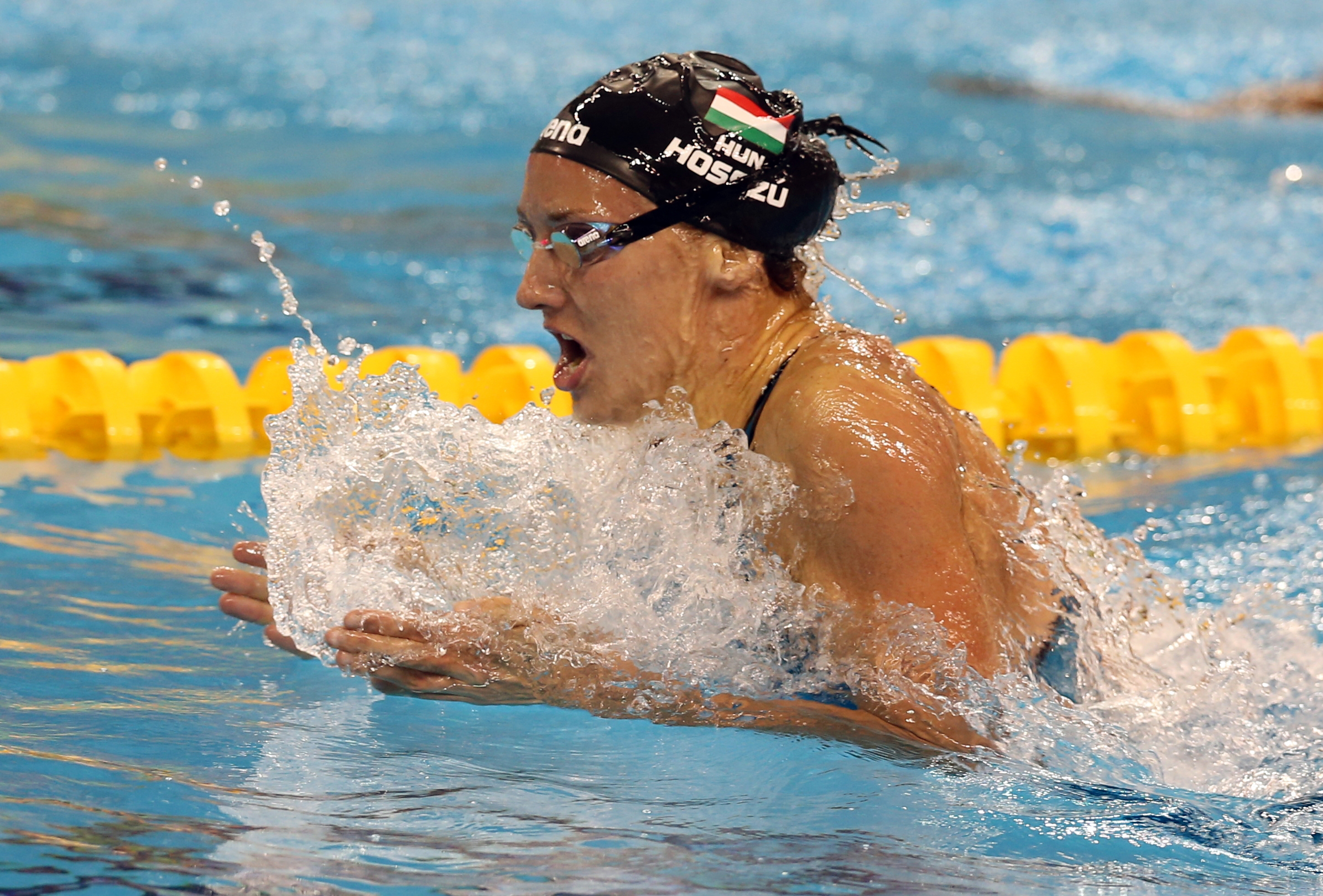
Hosszú in actie tijdens wereldbekerwedstrijden in Doha (2013).

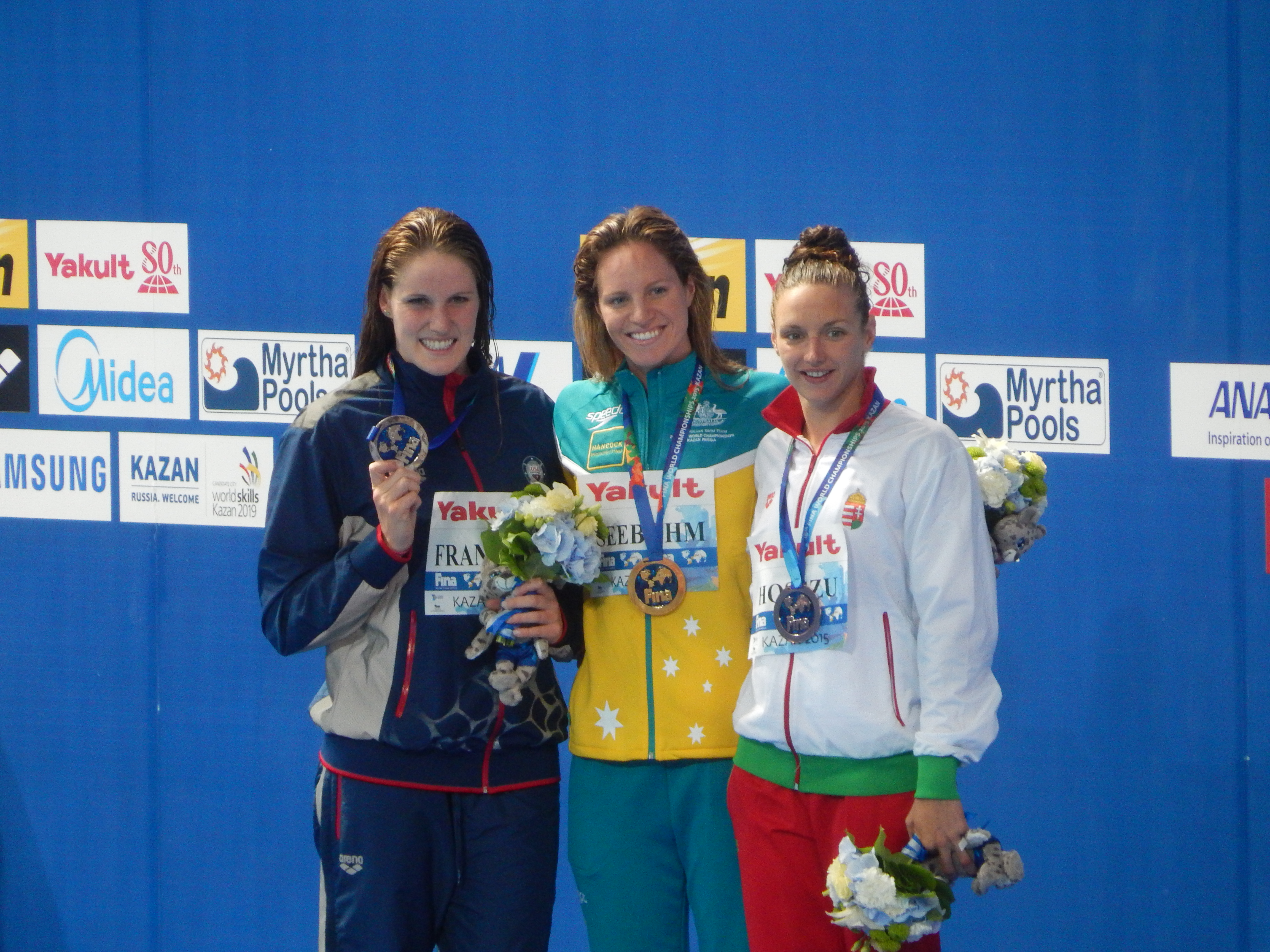
Hosszú (rechts) met Missy Franklin (links) en Emily Seebohm tijdens de wereldkampioenschappen van 2015.

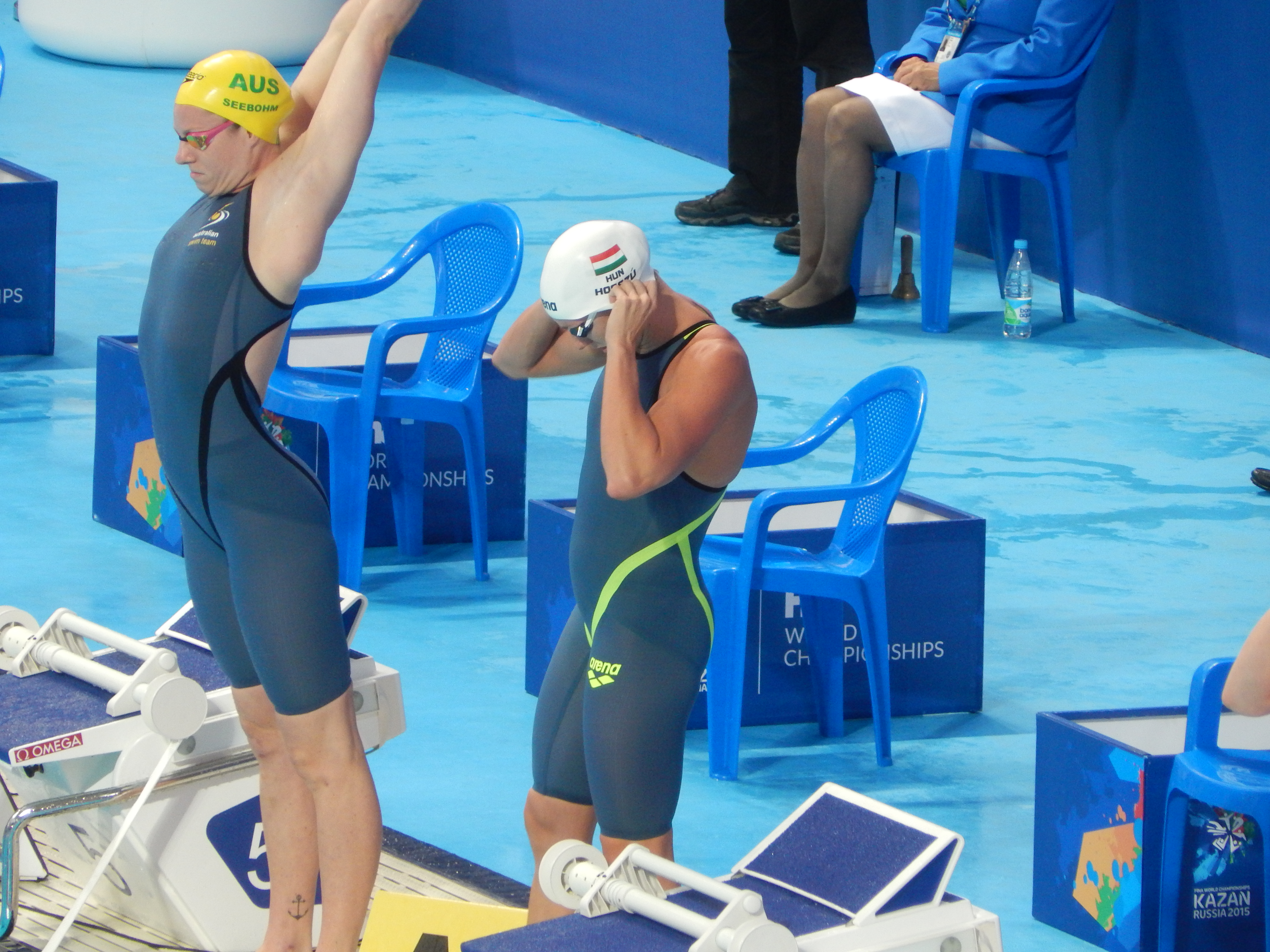
Hosszú (rechts) met Emily Seebohm voor de start van de 200 meter rugslag tijdens de wereldkampioenschappen van 2015.

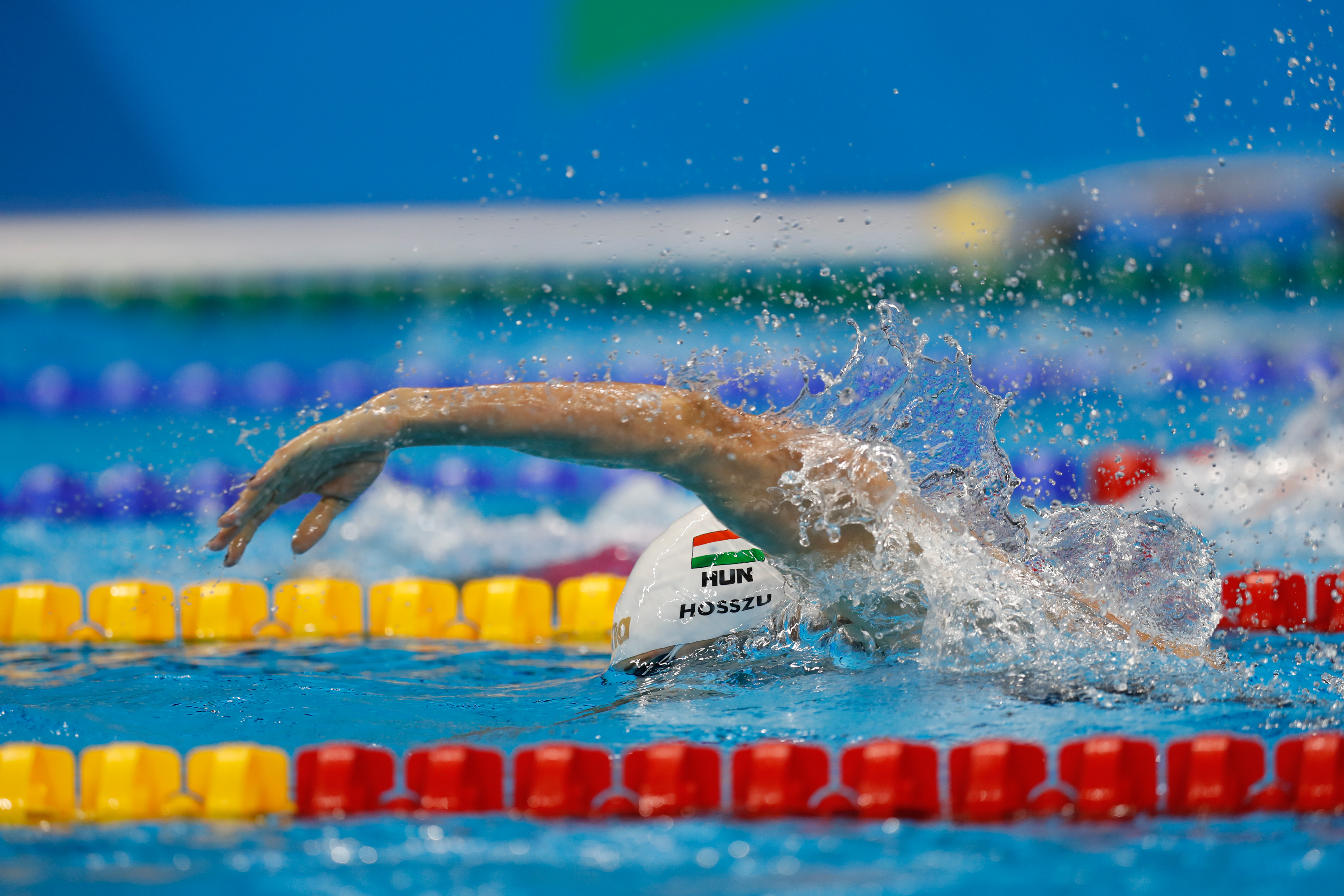
Hosszú in actie tijdens de finale van de 200 meter wisselslag op de Olympische Zomerspelen van 2016.

Katinka Hosszú (Pécs, Baranya, 3 mei 1989) is een Hongaarse zwemster. Ze vertegenwoordigde Hongarije op de Olympische Zomerspelen 2004 in Athene, de Olympische Zomerspelen 2008 in Peking, de Olympische Zomerspelen 2012 in Londen en de Olympische Zomerspelen 2016 in Rio de Janeiro. Op de langebaan is Hosszú houdster van de wereldrecords op de 200 en 400 meter wisselslag en het Europees record op de 200 meter vlinderslag. Op de kortebaan is ze wereldrecordhoudster op de 100 en 200 meter rugslag en op de 100, 200 en 400 meter wisselslag.
Ze werd tot 2018 een-op-een gecoacht door haar toenmalige echtgenoot Shane Tusup.

## Carrière
Bij haar internationale debuut, op de Olympische Zomerspelen van 2004 in Athene, strandde Hosszú in de series van de 200 meter vrije slag. Op de Europese kampioenschappen kortebaanzwemmen 2004 in de Oostenrijkse hoofdstad Wenen veroverde de Hongaarse de bronzen medaille op de 400 meter wisselslag. Op de 200 meter wisselslag eindigde ze als zesde en op de 800 meter vrije slag als tiende, op de 100 meter wisselslag werd ze uitgeschakeld in de series.
In Triëst nam Hosszú deel aan de Europese kampioenschappen kortebaanzwemmen 2005, op dit toernooi eindigde ze als vijfde op de 400 meter wisselslag en als zesde op de 200 meter wisselslag. Op de 800 meter vrije slag werd ze tiende en op de 400 meter vrije slag strandde ze in de series.
Tijdens de Europese kampioenschappen zwemmen 2006 in Boedapest eindigde de Hongaarse als achtste op de 400 meter vrije slag en werd ze uitgeschakeld in de halve finales van de 200 meter vrije slag en de 200 meter wisselslag, in de series van de 400 meter wisselslag werd ze gediskwalificeerd. Op de 4x200 meter vrije slag eindigde ze samen met Krisztina Lipcsei, Reka Nagy en Evelyn Verrasztó als achtste. Op de Europese kampioenschappen kortebaanzwemmen 2006 in Helsinki eindigde Hosszú als vierde op de 400 meter wisselslag en als zesde op de 200 meter wisselslag, op de 400 meter vrije slag en de 100 meter wisselslag strandde ze in de series.
In Melbourne nam de Hongaarse deel aan de Wereldkampioenschappen zwemmen 2007, op dit toernooi werd ze uitgeschakeld in de halve finales van de 200 meter wisselslag en in de series van de 200 meter vrije slag en de 400 meter wisselslag. Op de Europese kampioenschappen kortebaanzwemmen 2007 in Debrecen eindigde Hosszú als vierde op de 200 meter wisselslag en als vijfde op de 400 meter wisselslag, op de 100 meter wisselslag strandde ze in de series.
In Eindhoven nam de Hongaarse deel aan de Europese kampioenschappen zwemmen 2008. Op dit toernooi sleepte ze de zilveren medaille in de wacht op de 400 meter wisselslag en eindigde ze als zesde op de 200 meter wisselslag, op de 100 en de 400 meter vrije slag werd ze uitgeschakeld in de series. Samen met Ágnes Mutina, Orsolya Tompa en Evelyn Verrasztó eindigde ze als zesde op de 4x200 meter vrije slag. Tijdens de Olympische Zomerspelen van 2008 in Peking strandde Hosszú in de series van de 200 en de 400 meter wisselslag.

### 2009-2012
Op de Wereldkampioenschappen zwemmen 2009 in Rome veroverde de Hongaarse de wereldtitel op de 400 meter wisselslag, op zowel de 200 meter vlinderslag als de 200 meter wisselslag legde ze beslag op de bronzen medaille. Op de 4x200 meter vrije slag eindigde ze samen met Ágnes Mutina, Evelyn Verrasztó en Eszter Dara op de zesde plaats, samen met Eszter Dara, Evelyn Verrasztó en Ágnes Mutina eindigde ze als achtste op de 4x100 meter vrije slag. Op de 4x100 meter wisselslag werd ze samen met Eszter Dara, Reka Pecz en Evelyn Verrasztó uitgeschakeld in de series.
In Boedapest nam Hosszú deel aan de Europese kampioenschappen zwemmen 2010. Op dit toernooi sleepte ze de Europese titels in de wacht op de 200 meter vlinderslag en de 200 meter wisselslag, daarnaast mocht ze de zilveren medaille in ontvangst nemen op de 400 meter wisselslag. Op de 4x200 meter vrije slag veroverde ze samen met Ágnes Mutina, Eszter Dara en Evelyn Verrasztó de Europese titel op de 4x200 meter vrije slag, samen met Evelyn Verrasztó, Ágnes Mutina en Eszter Dara eindigde ze als vierde op de 4x100 meter vrije slag. Tijdens de wereldkampioenschappen kortebaanzwemmen 2010 in Dubai eindigde de Hongaarse als vierde op zowel de 200 meter vlinderslag als de 200 meter wisselslag, op de 4x200 meter vrije slag eindigde ze samen met Evelyn Verrasztó, Ágnes Mutina en Eszter Dara op de zevende plaats.
Op de Wereldkampioenschappen zwemmen 2011 in Shanghai eindigde Hosszú als zesde op de 200 meter wisselslag, daarnaast strandde ze in de series van de 200 meter vlinderslag en de 400 meter wisselslag. Samen met Ágnes Mutina, Evelyn Verrasztó en Zsuzsanna Jakabos eindigde ze als vijfde op de 4x200 meter vrije slag.
In Debrecen nam de Hongaarse deel aan de Europese kampioenschappen zwemmen 2012. Op dit toernooi werd ze Europees kampioene op de 200 meter vlinderslag, de 200 meter wisselslag en de 400 meter wisselslag. Op de 4x200 meter vrije slag legde ze samen met Zsuzsanna Jakabos, Evelyn Verrasztó en Ágnes Mutina beslag op de zilveren medaille. Samen met Evelyn Verrasztó, Anna Sztankovics en Zsuzsanna Jakabos eindigde ze als zesde op de 4x100 meter wisselslag. Tijdens de Olympische Zomerspelen van 2012 in Londen eindigde Hosszú als vierde op de 400 meter wisselslag en als achtste op de 200 meter wisselslag, op de 200 meter vlinderslag werd ze uitgeschakeld in de halve finales. Op de 4x200 meter vrije slag vrije slag strandde ze samen met Ágnes Mutina, Zsuzsanna Jakabos en Evelyn Verrasztó in de series. Op de Europese kampioenschappen kortebaanzwemmen 2012 in Chartres werd de Hongaarse Europees kampioene op de 200 meter vlinderslag, de 100 meter wisselslag en de 200 meter wisselslag. Op de 400 meter wisselslag sleepte ze de zilveren medaille in de wacht. Daarnaast eindigde ze als zevende op de 400 meter vrije slag en als achtste op zowel de 200 als de 800 meter vrije slag. In Istanboel nam Hosszú deel aan de wereldkampioenschappen kortebaanzwemmen 2012. Op dit toernooi veroverde ze de wereldtitel op zowel de 200m vlinderslag als de 100m wisselslag. Daarnaast moest ze genoegen nemen met de zilveren medaille op zowel de 200 meter vrije slag als de 200 meter wisselslag en de bronzen medaille op de 400 meter wisselslag. Samen met Evelyn Verrasztó, Eszter Dara en Zsuzsanna Jakabos eindigde ze als vierde op de 4x200 meter vrije slag.

### 2013-heden
Tijdens de wereldkampioenschappen zwemmen 2013 in Barcelona sleepte de Hongaarse de wereldtitel in de wacht op zowel de 200 als de 400 meter wisselslag, op de 200 meter vlinderslag legde ze beslag op het brons. Daarnaast eindigde ze als zesde op de 200 meter rugslag en werd ze uitgeschakeld in de halve finales van de 200 meter vrije slag. Op de Europese kampioenschappen kortebaanzwemmen 2013 in Herning prolongeerde Hosszú haar Europese titel op de 200 meter wisselslag. Daarnaast behaalde ze de zilveren medaille op zowel de 100 als de 400 meter wisselslag en de bronzen medaille op de 200 meter rugslag. Tevens eindigde ze als vierde op de 200 meter vlinderslag, als vijfde op de 100 meter vlinderslag en als tiende op de 50 meter rugslag. Op de 4x50 meter vrije slag eindigde ze samen met Eszter Dara, Ágnes Mutina en Evelyn Verrasztó op de achtste plaats. Samen met László Cseh, Dániel Gyurta en Evelyn Verrasztó eindigde ze als vijfde op de gemengde 4x50 meter wisselslag.
In Berlijn nam de Hongaarse deel aan de Europese kampioenschappen zwemmen 2014. Op dit toernooi prolongeerde ze haar Europese titels op de 200 en 400 meter wisselslag en werd ze voor de eerste maal in haar carrière Europees kampioene op de 100 meter rugslag. Op de 200 meter vrije slag moest ze genoegen nemen met de zilveren en op de 200 meter vlinderslag met de bronzen medaille. Op zowel de 50 als de 200 meter rugslag strandde ze in de halve finales. Op de 4x200 meter vrije slag legde ze samen met Zsuzsanna Jakabos, Evelyn Verrasztó en Boglárka Kapás beslag op de bronzen medaille. Tijdens de wereldkampioenschappen kortebaanzwemmen 2014 in Doha behaalde Hosszú vier wereldtitels; op de 100 en 200 meter rugslag en de 100 en 200 meter wisselslag. Op de 200 meter vrije slag, de 200 meter vlinderslag en de 400 meter wisselslag moest ze genoegen nemen met de zilveren medaille. Daarnaast sleepte ze de bronzen medaille in de wacht op de 50 meter rugslag en eindigde ze als negende op de 800 meter vrije slag. Samen met Evelyn Verrasztó, Zsuzsanna Jakabos en Boglárka Kapás eindigde ze als vierde op de 4x200 meter vrije slag.
Op de wereldkampioenschappen zwemmen 2015 in Kazan prolongeerde de Hongaarse haar wereldtitels op de 200 en de 400 meter wisselslag, op de 200 meter rugslag legde ze beslag op de bronzen medaille. Daarnaast eindigde ze als vijfde op de 200 meter vrije slag en werd ze uitgeschakeld in de halve finales van de 200 meter vlinderslag. In Netanja nam Hosszú deel aan de Europese kampioenschappen kortebaanzwemmen 2015. Op dit toernooi behaalde ze zes Europese titels; op de 50, 100 en 200 meter rugslag en op de 100, 200 en 400 meter wisselslag. Op de 400 meter vrije slag moest ze genoegen nemen met de zilveren medaille.
Op de Europese kampioenschappen zwemmen 2016 in Londen werd de Hongaarse Europees kampioene op de 200 meter rugslag en verdedigde ze met succes haar titels op de 200 en de 400 meter wisselslag. Op de 100 meter rugslag sleepte ze de zilveren medaille in de wacht. Op de 4x200 meter vrije slag legde ze samen met Zsuzsanna Jakabos, Evelyn Verrasztó en Boglárka Kapás beslag op de Europese titel. Tijdens de Olympische Zomerspelen van 2016 in Rio de Janeiro veroverde Hosszú de gouden medaille op de 100 meter rugslag en de 200 en de 400 meter wisselslag. Op de 400 meter wisselslag zwom ze een nieuw wereldrecord van 4.26,36, hiermee dook ze meer dan twee seconden onder het vorige wereldrecord (4.28,43) gezwommen op de Olympische Zomerspelen 2012 in Londen door de Chinese Ye Shiwen. Op de 200 meter rugslag moest ze, achter de Amerikaanse Madeline Dirado, genoegen nemen met de zilveren medaille. Samen met Zsuzsanna Jakabos, Ajna Késely en Boglárka Kapás eindigde ze als zesde op de 4x200 meter vrije slag.

## Internationale toernooien
| Jaar | Olympische Spelen                                                                      | WK langebaan | WK kortebaan | EK langebaan | EK kortebaan |
| ---- | -------------------------------------------------------------------------------------- | --- | --- | --- | --- |
| 2004 | 31e 200m vrije slag                                                                    | | geen deelname | geen deelname | 10e 800m vrije slag · 27e 100m wisselslag · 6e 200m wisselslag · 400m wisselslag |
| 2005 |                                                                                        | geen deelname | | | 21e 400m vrije slag 16e 800m vrije slag 6e 200m wisselslag 5e 400m wisselslag |
| 2006 |                                                                                        | | geen deelname | 15e 200m vrije slag 8e 400m vrije slag 9e 200m wisselslag DQ 400m wisselslag 8e 4x200m vrije slag                                                                                            | 19e 400m vrije slag 27e 100m wisselslag 6e 200m wisselslag 4e 400m wisselslag |
| 2007 |                                                                                        | 25e 200m vrije slag 12e 200m wisselslag 11e 400m wisselslag                                                                | | | 12e 100m wisselslag 4e 200m wisselslag 5e 400m wisselslag |
| 2008 | 17e 200m wisselslag 12e 400m wisselslag                                                | | geen deelname | 49e 100m vrije slag · 22e 400m vrije slag · 6e 200m wisselslag · 400m wisselslag · 6e 4x200m vrije slag                                                                                      | geen deelname |
| 2009 |                                                                                        | 200m vlinderslag · 200m wisselslag · 400m wisselslag · 8e 4x100m vrije slag · 6e 4x200m vrije slag · 14e 4x100m wisselslag | | | geen deelname |
| 2010 |                                                                                        | | 4e 200m vlinderslag 4e 200m wisselslag 7e 4x200m vrije slag | 200m vlinderslag · 200m wisselslag · 400m wisselslag · 4e 4x100m vrije slag · 4x200m vrije slag                                                                                              | geen deelname |
| 2011 |                                                                                        | 19e 200m vlinderslag 6e 200m wisselslag 15e 400m wisselslag 5e 4x200m vrije slag                                           | | | geen deelname |
| 2012 | 9e 200m vlinderslag 8e 200m wisselslag 4e 400m wisselslag 9e 4x200m vrije slag         | | 200m vrije slag · serie 400m vrije slag · 200m vlinderslag · 100m wisselslag · 200m wisselslag · 400m wisselslag · 4e 4x200m vrije slag                                          | 200m vlinderslag · 200m wisselslag · 400m wisselslag · 4x200m vrije slag · 6e 4x100m wisselslag                                                                                              | 8e 200m vrije slag · 7e 400m vrije slag · 8e 800m vrije slag · 200m vlinderslag · 100m wisselslag · 200m wisselslag · 400m wisselslag                                                    |
| 2013 |                                                                                        | 9e 200m vrije slag · serie 100m rugslag · 6e 200m rugslag · 200m vlinderslag · 200m wisselslag · 400m wisselslag           | | | 10e 50m rugslag · 200m rugslag · 5e 100m vlinderslag · 4e 200m vlinderslag · 100m wisselslag · 200m wisselslag · 400m wisselslag · 8e 4x50m vrije slag · 5e 4x50m wisselslag gemengd     |
| 2014 |                                                                                        | | 200m vrije slag · 9e 800m vrije slag · 50m rugslag · 100m rugslag · 200m rugslag · 200m vlinderslag · 100m wisselslag · 200m wisselslag · 400m wisselslag · 4e 4x200m vrije slag | HF 100m vrije slag · 200m vrije slag · 15e 50m rugslag · 100m rugslag · 16e 200m rugslag · serie 100m vlinderslag · 200m vlinderslag · 200m wisselslag · 400m wisselslag · 4x200m vrije slag | |
| 2015 |                                                                                        | 5e 200m vrije slag · serie 100m rugslag · 200m rugslag · 13e 200m vlinderslag · 200m wisselslag · 400m wisselslag          | | | serie 50m vrije slag · serie 100m vrije slag · serie 200m vrije slag · 400m vrije slag · 50m rugslag · 100m rugslag · 200m rugslag · 100m wisselslag · 200m wisselslag · 400m wisselslag |
| 2016 | 100m rugslag · 200m rugslag · 200m wisselslag · 400m wisselslag · 6e 4x200m vrije slag | | 6-11 december | 100m rugslag · 200m rugslag · 200m wisselslag · 400m wisselslag · 4x200m vrije slag | |

## Persoonlijke records
Bijgewerkt tot en met 27 augustus 2016
Kortebaan
| Afstand          | Tijd       | Datum            | Plaats          |
| ---------------- | ---------- | ---------------- | --------------- |
| 50m vrije slag   | 24,43      | 29 december 2014 | Saint-Paul      |
| 100m vrije slag  | 52,12      | 27 augustus 2016 | Chartres        |
| 200m vrije slag  | 1.51,18    | 7 december 2014  | Doha            |
| 400m vrije slag  | 3.58,84    | 6 december 2015  | Netanja         |
| 800m vrije slag  | 8.08,41    | 24 oktober 2014  | Beijing         |
| 50m rugslag      | 25,96      | 7 december 2014  | Doha            |
| 100m rugslag     | WR 55,03   | 4 december 2014  | Doha            |
| 200m rugslag     | WR 1.59,23 | 5 december 2014  | Doha            |
| 50m schoolslag   | 30,66      | 29 december 2014 | Saint-Paul      |
| 100m schoolslag  | 1.05,60    | 30 december 2014 | Saint-Paul      |
| 200m schoolslag  | 2.22.43    | 28 december 2014 | Saint-Paul      |
| 50m vlinderslag  | 25,64      | 30 december 2014 | Saint-Paul      |
| 100m vlinderslag | 55,71      | 19 december 2014 | Sint-Petersburg |
| 200m vlinderslag | 2.01,12    | 3 december 2014  | Doha            |
| 100m wisselslag  | WR 56,67   | 4 december 2015  | Netanja         |
| 200m wisselslag  | WR 2.01,86 | 6 december 2014  | Doha            |
| 400m wisselslag  | WR 4.19,46 | 2 december 2015  | Netanja         |

Langebaan
| Afstand          | Tijd       | Datum            | Plaats         |
| ---------------- | ---------- | ---------------- | -------------- |
| 50m vrije slag   | 25,19      | 31 januari 2014  | Nice           |
| 100m vrije slag  | 53,64      | 5 september 2014 | Singapore      |
| 200m vrije slag  | 1.55,41    | 6 november 2015  | Dubai          |
| 400m vrije slag  | 4.04,96    | 28 mei 2016      | Bergen         |
| 800m vrije slag  | 8.29.42    | 7 februari 2014  | Kirchberg      |
| 1500m vrije slag | 16.31,19   | 14 februari 2015 | Amiens         |
| 50m rugslag      | 27,99      | 6 november 2015  | Dubai          |
| 100m rugslag     | 58,45      | 8 augustus 2016  | Rio de Janeiro |
| 200m rugslag     | 2.06,03    | 11 augustus 2016 | Rio de Janeiro |
| 50m schoolslag   | 31,70      | 29 mei 2016      | Bergen         |
| 100m schoolslag  | 1.09,06    | 27 mei 2016      | Bergen         |
| 200m schoolslag  | 2.29,00    | 31 januari 2015  | Nice           |
| 50m vlinderslag  | 26,62      | 30 januari 2016  | Kirchberg      |
| 100m vlinderslag | 58,79      | 27 juni 2009     | Eger           |
| 200m vlinderslag | 2.04,27    | 29 juli 2009     | Rome           |
| 200m wisselslag  | WR 2.06,12 | 3 augustus 2015  | Kazan          |
| 400m wisselslag  | WR 4.26,36 | 6 augustus 2016  | Rio de Janeiro |